# Ulak Teberau
Ulak Teberau is een bestuurslaag in het regentschap Musi Banyuasin van de provincie Zuid-Sumatra, Indonesië. Ulak Teberau telt 2414 inwoners (volkstelling 2010).